# 後龍清海宮
24°35′58″N 120°43′23″E / 24.599418°N 120.723142°E
後龍清海宮，是位於臺灣苗栗縣後龍鎮南港里的媽祖廟，建廟由來是因撿到西湖鄉五龍宮的神像。

## 歷史沿革
1976年，西湖五龍宮改建，廟方為改供奉大型神像，將舊的泥塑媽祖神像、其他神祇木雕舊神像放在木箱內，並在箱底放紅磚，請漁船從後龍港送出外海。當年，後龍的海防官兵在海灘上發現裝有三個大木箱。箱內的媽祖泥塑已消失，只剩下媽祖帽冠、龍袍。箱內尚存順風耳、千里眼、及長生大帝和楊公先師等神像。
當地居民以為神像來自中國大陸，視為神蹟，就供奉在家，許多信眾爭相來膜拜，一些靈驗故事也相繼傳出，因而發起建廟。當時承包西湖五龍宮改建工程的王春發特別來此查看，發現剩下的媽祖袍冠及神像正是五龍宮所有。但當時五龍宮已供奉新的媽祖神像，該不該迎回，還讓管委會左右曾經為難。
清海宮在1979年建廟完成，廟址毗鄰過港貝化石層，1993年4月向縣府登記為合法寺廟。
在五龍宮開始建媽祖巨像後，清海宮也開始籌劃打造大型媽祖石雕。1998年開始計畫籌建大型媽祖石雕像，但因廟地位在保護海線鐵路的保安林地，遭林務單位查處，工程中斷，從中國大陸運來的1百多箱花崗岩石材組件，都堆置在廟旁。除取得保安林地解編不易外，清海宮附近人口稀落，大多都外移工作，經費只能慢慢累積。2006年4月4日，立委杜文卿邀林務局等單位協商，達成將宮廟及公共設施使用範圍循程序爭取解編保安林以解套。經多名民代協助土地改編，5000萬元經費到位，媽祖巨像建造工程於2015年9月再度啟動，在媽祖神像發現40周年的2016年完工，高32.2公尺，以266塊花崗岩雕刻而成。此像與西湖五龍宮媽祖高度接近，但五龍宮媽祖手捧如意，清海宮媽祖則是手持奏板。

## 外部連結
- 後龍清海宮的Facebook專頁